# کوه‌های صحرای باغ
صحرای باغ جلگه‌ای بلوکی در جنوب شهر لار فارس که امروز در تقسیمات کشوری جزو لارستان می‌باشد، و آخرین مرز لارستان واستان فارس به استان هرمزگان است.
کوه‌ها 
- کوه هرمود و کرمستج و فاریاب.
- کوه گاه‌بست.
- کوه براشت.
- کوه گراش و زروان و خلور و دهمیان
- کوه بهاش و بندگری.
- کوه پاسخند وگردنه پاسخند.

## منبع
- جعفر، روئین تن زروانی، محمد امین . (صحرای باغ در گذرگاه تاریخ)  ج۱. چاپ اول، دبی: سال انتشار ۲۰۰4 میلادی.